# Usami Takashi
Usami Takashi (sinh ngày 6 tháng 5 năm 1992) là một cầu thủ bóng đá người Nhật Bản hiện đang chơi vị trí tiền đạo cho CLB Gamba Osaka.

## Đội tuyển bóng đá quốc gia Nhật Bản
Usami Takashi thi đấu cho đội tuyển bóng đá quốc gia Nhật Bản từ năm 2015.

## Thống kê sự nghiệp
| Đội tuyển bóng đá Nhật Bản | Đội tuyển bóng đá Nhật Bản | Đội tuyển bóng đá Nhật Bản |
| Năm                        | Trận                       | Bàn                        |
| -------------------------- | -------------------------- | -------------------------- |
| 2015                       | 13                         | 2                          |
| 2016                       | 5                          | 1                          |
| 2017                       | 1                          | 0                          |
| 2018                       | 7                          | 0                          |
| 2019                       | 1                          | 0                          |
| Tổng cộng                  | 27                         | 3                          |